# Stadion Ungheni
Stadion Ungheni (rum. Stadionul Ungheni) – stadion piłkarski w Ungheni w Mołdawii. Swoje mecze rozgrywa na nim klub Olimp Ungheni grający w Divizia Națională. Posiada nawierzchnię trawiastą. Może pomieścić 3500 osób.